# Râul Valea Ursului, Ciurgău
Râul Valea Ursului este un curs de apă, afluent al râului Ciurgău. Cascada Valea Ursului, una din principalele atracții turistice ale munților Rarău este situată pe acest râu.

## Hărți
- Harta județului Suceava